# Tess de Jong
Tess de Jong (22 augustus 1989) is een Nederlands voormalig korfbalster. Ze speelde voor DOS'46 uit Nijeveen.

## Clubs
- EKC 2000
- DOS'46

## Prijzenkast
- Nederlands Kampioen (zaal) 1X, 2008/09